# Pi Sculptoris
Pi Sculptoris (π Scl) es una estrella de la constelación de Sculptor.
Tiene magnitud aparente +5,26 y se encuentra a 215 años luz de distancia del sistema solar.
Pi Sculptoris es una gigante naranja de tipo espectral K0III.
Con una temperatura superficial entre 4640 y 4707 K, su
luminosidad equivale a la de 43 soles.
Tiene una masa un 52% mayor que la masa solar.
La medida de su diámetro angular en banda J —1,28 ± 0,02 milisegundos de arco— permite evaluar su diámetro real, resultando ser unas 9 veces más grande que el diámetro solar, un tamaño comparable al de Pólux (β Geminorum) o al de Menkent (θ Centauri), dos de las gigantes naranjas más próximas a nosotros.
La mayor distancia a la que se halla Pi Sculptoris —seis veces mayor que la de Pólux— hace que aparezca menos brillante que estas.
Pi Sculptoris muestra una metalicidad —abundancia relativa de elementos más pesados que el helio— inferior a la del Sol ([M/H] = -0,20).
Igualmente, su abundancia relativa de hierro corresponde a un 60% de la solar ([Fe/H] = -0,22). Elementos como níquel, titanio y bario siguen la misma pauta mientras que, por el contrario, los contenidos de magnesio y sodio son semejantes a los del Sol.

Se piensa que Pi Sculptoris puede ser una estrella binaria, si bien nada se sabe sobre su posible acompañante.